# Valentin Ceconi
Valentin Ceconi, eigentlich: Valentino Ceconi (* 30. Dezember 1827 in Dogna, Königreich Lombardo-Venetien, Kaisertum Österreich; † 17. August 1888 in Salzburg, Herzogtum Salzburg, Österreich-Ungarn), war ein österreichischer Baumeister und Architekt.

## Biographie
Ceconi war der Sohn des Holzhändlers Giovanni Ceconi-Covase und der Maddalena, geb. Cappelari. Er wurde im Friaul zum Maurermeister ausgebildet und verehelichte sich 1856 in Gemona mit Eva Ostermann. Nach der Geburt des gemeinsamen Sohnes Jakob kam er 1857 mit seiner Familie nach Salzburg und gründete 1863 ein Bauunternehmen zur Ausführung von Wohn- und Geschäftshäusern. Er hatte von der bevorstehenden Schleifung der Salzburger Befestigungsanlagen gehört und erhoffte sich mit der damit einhergehenden Stadterweiterung große Aufträge. Mit seinen, in Friaul angeworbenen, günstigen Saisonarbeitern und dem Ankauf eigener Zulieferbetriebe (Steinbruch, Gips-, Kalk- und Ziegelwerke, Bildhauerwerkstätte, Tischlerei) machte er sich von fremden Leistungen unabhängig und war maßgebend am Aufbau der Stadtteile Schallmoos, Froschheim und des Andräviertels beteiligt.
Zu seinen Meisterleistungen zählen das 1864 nach Plänen des Architekten Lang aus Baden-Baden errichtete Grand Hotel de l’Europe in Froschheim, die Kirche von Guggenthal (Gemeinde Koppl) und die von Franz Schommleitner geplanten Faberhäuser in der Salzburger Neustadt. Erwähnenswert sind zudem das Hotel Pitter (1888) und das Haus Baldi (1865), beide ebenfalls in der Neustadt, bei denen er neben der Ausführung auch für die Planung verantwortlich zeichnete.
In der Auerspergstraße 69 im Andräviertel errichtete er um 1870 für den Grafen Guidobald von Thun eine gründerzeitliche Villa, die er später selbst für seine Familie erwarb (Ceconi-Villa). Weitere Bauten Valentin Ceconis sind das Kloster St. Joseph, die Villa Schmederer, das Schloss Weitwörth in Weitwörth (Gemeinde Nußdorf am Haunsberg), das Salzburger Hotel Auersperg und das Gebäude des Salzburger Marionettentheaters in der Schwarzstraße.
Nach seinem Ableben übernahm sein Sohn Jakob die Leitung der auf 1000 Beschäftigte herangewachsenen Baufirma Valentin Ceconi & Sohn. Valentin Ceconi fand seine letzte Ruhestätte auf dem Salzburger Kommunalfriedhof.